# Pink Flag
Pink Flag ist das Debütalbum der britischen Rockband Wire. Es wurde im Dezember 1977 über das Label Harvest Records veröffentlicht.

## Hintergrund
Pink Flag ist das erste Album der Londoner Band Wire, die 1976 von den Kunststudenten Colin Newman, Graham Lewis, Bruce Gilbert, Robert Grey und George Gill (bis August 1976) gegründet wurde und nach ersten Auftritten im April 1977 von der EMI-Tochter Harvest Records unter Vertrag genommen wurde. Die Aufnahmen fanden von September bis Oktober 1977 in den Advision Studios in London statt, Produzent war Mike Thorne. Auf dem Song Strange spielt die Gastmusikerin Kate Lukas Flöte.
Das Erstlingswerk umfasst 21, überwiegend kurze Songs, von denen sechs weniger als eine Minute dauern. Die Band wich von konventionellen Songstrukturen ab und verfolgte einen minimalistischen Ansatz. Die Stücke enden zum Teil abrupt. Pink Flag gilt als frühes Beispiel für Art-Punk und die Verbindung von experimenteller Rockmusik mit der rohen Energie des Punk. Zudem übte das Album großen Einfluss auf Genres wie Hardcore-Punk und Alternative Rock, aber auch Britpop aus.
Das Album-Cover wurde von den Bandmitgliedern Gilbert und Lewis gestaltet. Das Foto auf der Front wurde von Annette Green gemacht, die auch den Song Different to Me schrieb.

## Titelliste

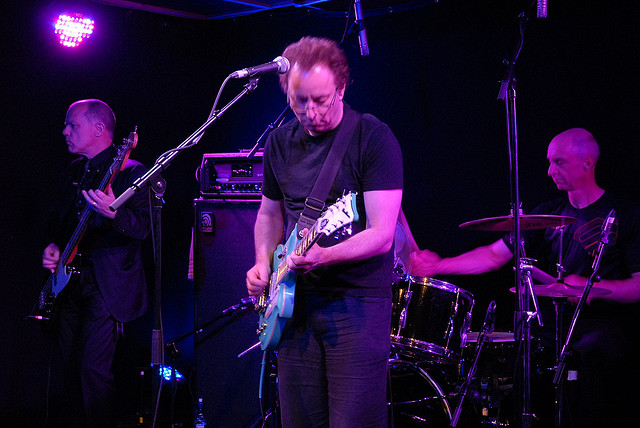
Graham Lewis, Colin Newman, Robert Grey 2008

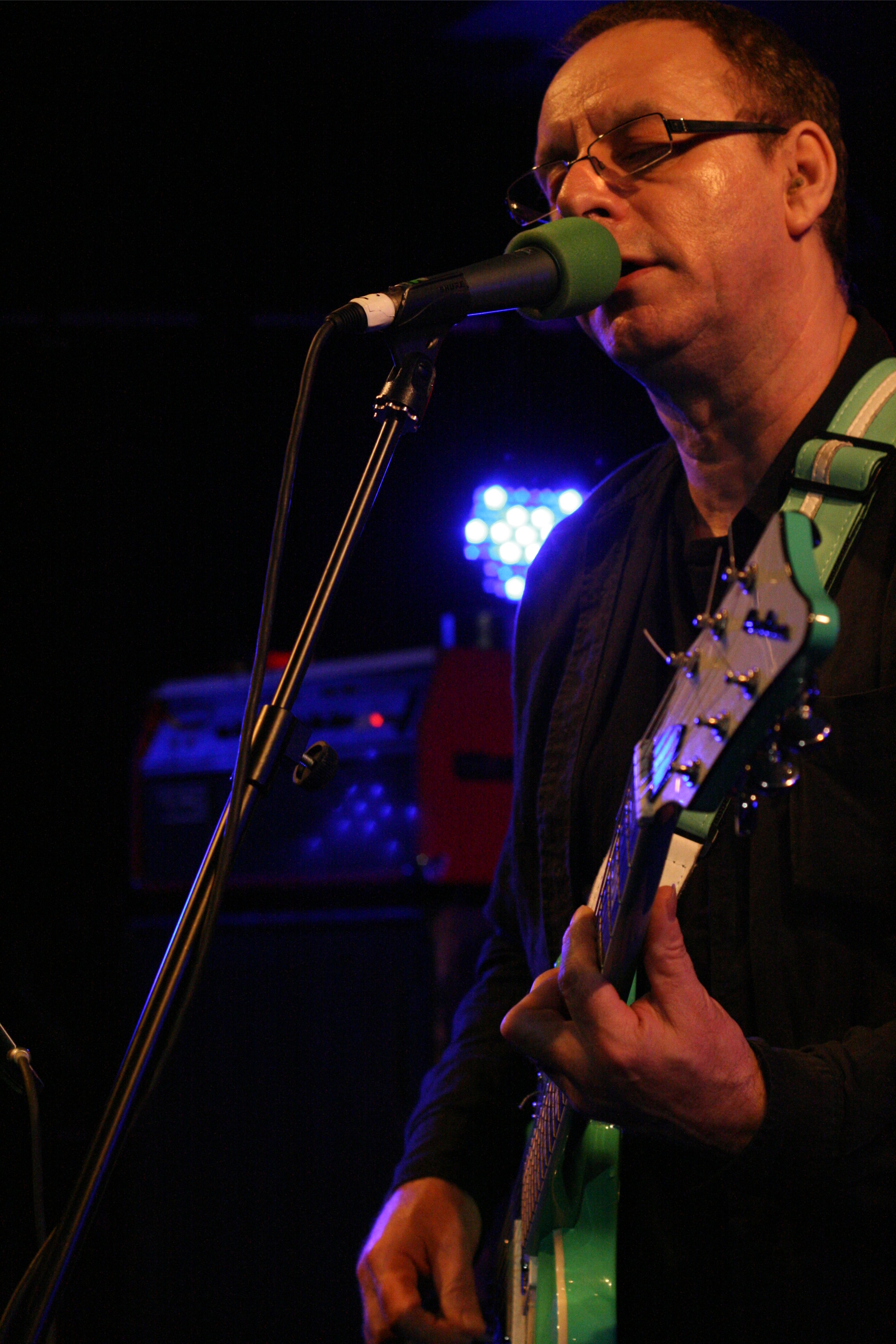
Sänger Colin Newman 2011

Alle Songs bis auf Different to Me stammen aus der Feder von Colin Newman, Graham Lewis, Bruce Gilbert und Robert Grey.
Seite 1:
1. Reuters – 3:03
2. Field Day For The Sundays – 0:28
3. Three Girl Rhumba – 1:23
4. Ex Lion Tamer – 2:19
5. Lowdown – 2:26
6. Start to Move – 1:13
7. Brazil – 0:41
8. It’s So Obvious – 0:53
9. Surgeon’s Girl – 1:17
10. Pink Flag – 3:45

Seite 2:
1. The Commercial – 0:49
2. Straight Line – 0:44
3. 106 Beats That – 1:12
4. Mr. Suit – 1:25
5. Strange – 3:59
6. Fragile – 1:18
7. Mannequin – 2:37
8. Different to Me (Annette Green) – 0:43
9. Champs – 1:46
10. Feeling Called Love – 1:28
11. 12XU – 1:57

CD-Bonustracks (1989/1994):
1. Dot Dash – 2:25
2. Options R – 1:36

Special Edition (2018)
1. The Commercial (First Demo Session) – 0:51
2. Mr Suit (First Demo Session) – 1:32
3. Pink Flag (First Demo Session) – 2:34
4. Surgeon’s Girl (Second Demo Session) – 1:38
5. Field Day for the Sundays (Second Demo Session) – 0:32
6. 106 Beats That (Second Demo Session) – 1:15
7. Fragile (Second Demo Session) – 1:14
8. Reuters (Third Demo Session) – 2:23
9. Different to Me (Third Demo Session) – 0:45
10. Ex Lion Tamer (Third Demo Session) – 2:09
11. Mannequin (Third Demo Session) – 3:03
12. Champs (Third Demo Session) – 1:57
13. Start to Move (Third Demo Session) – 1:14
14. Three Girl Rhumba (Alternative Mix) – 1:23
15. Ex Lion Tamer (Alternative Mix) – 2:05
16. 12XU (Mono Mix) – 1:47
17. Mannequin (Mono Mix) – 2:36
18. It’s So Obvious (Alternative Mix) – 0:51

## Rezeption
Pink Flag wurde von der Fachpresse sehr positiv aufgenommen und zählt zu den Meilensteinen des Punk-Genres. Die Musikzeitschrift Rolling Stone wählte das Album 2003 auf Platz 410, 2012 auf Platz 412 und 2020 auf Platz 310 der 500 besten Alben aller Zeiten sowie auf Platz 69 der 100 besten Debütalben und auf Platz 6 der 40 besten Punk-Alben. Laut dem Magazin gehört Pink Flag zu den „einflussreichsten Indie-Rock-Alben aller Zeiten“. Der New Musical Express führt das Album auf Platz 378 der 500 besten Alben aller Zeiten. In der Auswahl der 100 besten Alben der 1970er Jahre von Pitchfork belegt Pink Flag Platz 22. Das Album wurde in die 1001 Albums You Must Hear Before You Die aufgenommen.

„Vom minimalistischen Cover bis zu jedem einzelnen der 21 prägnanten Stücke war diese Platte ein klares und
strahlendes Meisterwerk. Die Songs waren kurz, denn wenn der Text zuende war, hörten sie auf.“

“Perhaps the most original debut album to come out of the first wave of British punk, Wire’s Pink Flag plays like The Ramones Go to Art School – song after song careens past in a glorious, stripped-down rush.”

„Pink Flag drängt Punkrockvorlagen zu noch größeren Extremen. 21 Songs ereignen sich in 35 Minuten. Wenige folgen traditionellen Strophe/Refrain-Mustern, denn die Band hört auf zu spielen, wenn sie den Text einmal vorgetragen hat oder es leid ist, ein Riff zu wiederholen. Der daraus resultierende Sound war viel kälter und brutaler als alles andere, was in jener Zeit zu hören war – ein minimalistischer Ansatz, den schon die rosa Fahne auf dem Cover signalisiert.“

Pink Flag is one of rock’s all-time great reimaginings, 21 tracks whizzing by in 37 minutes, every one blindingly
fresh in its expansion of rock’s parameters and utterly familiar in its tunefulness. Produced with a deft hand by
Mike Thorne, who oversaw the band’s first three, groundbreaking albums, Wire reduces every song it touches to a
streamlined, minimalist essence, moving from war-torn drama (the utterly harrowing and sadly ever-relevant ‘Reuters’)
to triumphant pop (‘Ex Lion Tamer’) to shots at squaresville (“Mr. Suit”, “Mannequin”) to surprisingly direct love
songs (“Fragile”). Pink Flag is the explosive sound of brainiacs tossing off staggering musical insights like so much
bread to birds.

„Punk war fast immer radikal, aber selten so radikal reduziert wie auf dem Debüt dieser vier Kompromissverweigerer
aus London. Diese ästhetische Entscheidung ließ keinen Raum für Füllmomente, aber für viele Einfälle: 21 Songs,
komprimiert auf 36 Minuten, von rabiat und krachig bis groovig. Pink Flag blieb für Generationen von Gitarrenbands
Quelle der Inspiration.“

“The simultaneous rawness and detachment of this debut LP returns rock and roll irony to the (native) land of Mick Jagger, where it belongs. From a formal strategy almost identical to the Ramones, this band deducts most melody to arrive at music much grimmer and more frightening: Wire would sooner revamp “The Fat Lady of Limbourg” or “Some Kinda Love” than “Let’s Dance” or “Surfin’ Bird.” Not that any of the twenty-one titles here have been heard before – that would ruin the overall effect of a punk suite comprising parts so singular that you can hardly imagine them in some other order. Inspirational Prose: “This is your correspondent, running out of tape, gunfire’s increasing, looting, burning, rape.””

“If you like Punk Rock, Independent or Post Punk music, you really need to listen to Pink Flag. Also, and this is really important, you need to listen to Pink Flag.”

Pink Flag is a perfect record. There are few records you could listen to at any point since the advent of rock music and not necessarily be able to hang them on a certain era and find them rewarding in the same way they were when they came out. Pink Flag’s one
of these records. If I could make records that sounded that good, I’d be happy. From the sound of their instruments to the economy of their presentation of the willingness to go beyond the expected forms and content, there’s literally no part of Wire that I didn’t want to rip off at one point or another.

Das Album beeinflusste nachfolgende Rockbands wie Big Black, My Bloody Valentine, Sonic Youth, Blur, Black Flag, Minor Threat, Joy Division und R.E.M. Songs von Pink Flag wurden unter anderem von R.E.M., Lee Ranaldo, fIREHOSE, Elastica, Lemonheads, Bark Psychosis und Spoon gecovert.